# Шеридан (окръг, Монтана)
Вижте пояснителната страница за други значения на Шеридан.
Окръг Шеридан (на английски: Sheridan County) е окръг в щата Монтана, Съединени американски щати. Площта му е 4419 km², а населението - 3469 души (2017). Административен център е град Плентиуд.